# Joe job
Un ou une joe job est une attaque perpétrée au moyen d'un courriel dans le but de nuire à la personne qui l'aurait prétendument envoyé, en usurpant l'identité de l'expéditeur. Le contenu du courriel peut ternir la réputation du faux expéditeur ou inciter le destinataire à mener des représailles à son encontre.